# Almas em Chamas
Twelve O'Clock High (bra/prt: Almas em Chamas) é um filme de guerra estadunidense de 1949 dirigido por Henry King para a Twentieth Century Fox Film Corporation. O roteiro de Sy Bartlett, Henry King (não creditado) e Beirne Lay, Jr. adapta o romance 12 O'Clock High de 1948, de Bartlett e Lay. Foram incluídas cenas de combates aéreos reais, filmadas pela Força Aérea Norte-Americana e pela Luftwaffe alemã .   

## Elenco
- Gregory Peck...General-Brigadeiro Frank Savage
- Hugh Marlowe...Tenente-Coronel Ben Gately
- Gary Merrill...Coronel Keith Davenport
- Millard Mitchell...General comandante Pritchard
- Dean Jagger...Major / Tenente-Coronel Harvey Stovall
- Robert Arthur...Sargento McIllhenny
- Paul Stewart...Major "Doc" Kaiser (cirurgião de voo)
- John Kellogg..Major Cobb
- Robert Patten...Tenente Bishop
- Lee MacGregor...Tenente Zimmerman
- Sam Edwards...Tenente Birdwell
- Roger Anderson...Oficial de Interrogatório

## Sinopse
A história começa em 1949, quando o advogado norte-americano Harvey Stovall está de férias na Grã-Bretanha e começa a se recordar da época em que serviu na Segunda Guerra Mundial, no 918º Grupo de Bombardeiros no setor americano da Base da RAF em Archbury. Por volta de 1942 as coisas não iam bem para os pilotos aliados que iniciaram missões diurnas sobre a França ocupada pelos nazistas, buscando maior precisão, havendo muitas perdas de aviões e tripulantes. O líder do grupo, o respeitado coronel Keith Davenport, atribuia as perdas ao "azar" mas o Comandante Pritchard é alertado e acha que ele se identifica demais com seus comandados. Davenport é afastado e em seu lugar assume o General Frank Savage, disposto a implementar um outro tipo de liderança, bem mais impessoal e rigorosa. Dentre as medidas iniciais está a substituição do Tenente-Coronel Ben Gately do Comando Aéreo, chamado de covarde pelo general que coloca no lugar dele o Major Joe Cobb. Gately é obrigado a pintar em seu avião "Leper Colony" ("Colônia dos leprosos") e são colocados em sua tripulação todos aqueles que deixaram de cumprir missões recentes alegando doenças tais como resfriados ou que demonstraram incompetência. Os pilotos de início ficam revoltados e ameaçam um motim mas a eficiência das missões melhora e Savage consegue o respeito do grupo. Mas ele também começa a sentir os efeitos da pressão e chegará ao limite das suas forças físicas e mentais.

## Personagens históricos
General-Brigadeiro Frank Savage (interpretado por Gregory Peck) foi criado como um misto de vários comandantes reais mas a principal inspiração foi o coronel Frank A. Armstrong, comandante do 306º Grupo de Bombardeiros que serviu de modelo para o 918º do filme . O nome "Savage" veio da ascendência Cheroqui de  Armstrong. As passagens de treinamento possuem referências ao trabalho similar que o comandante realizou com outro grupo, o 97º Grupo de Bombardeiros. O colapso por fadiga de batalha do General Savage na parte final do filme foi inspirado pelas experiências do General-Brigadeiro Newton Longfellow  que, contudo, não teve relação com as causas mostradas no filme que dramatizam o estresse intenso sofrido pelos pilotos durante as batalhas.
General Comandante Pritchard (interpretado por Millard Mitchell) foi modelado no primeiro comandante do VIII Comando de Bombardeiros Maj. Gen. Ira C. Eaker .
Coronel Keith Davenport (interpretado por Gary Merrill) foi baseado no primeiro comandante do 306º Grupo de Bombardeiros, Coronel Charles B. Overacker, apelidado de "Chip" . De todas as personalidades retratadas em Twelve O'Clock High, essa é que se aproxima mais da verificada na vida real. A cena no início em que Davenport confronta Savage sobre uma ordem de combate é uma recriação próxima de um evento real.
Segundo-tenente Jesse Bishop (interpretado por Robert Patten) que faz uma aterrissagem forçada de um B-17 no início do filme e recebe a Medalha de Honra por esse ato, foi inspirado no Segundo-Tenente John C. Morgan . A descrição da luta de Bishop com seu piloto ferido para tomar o controle do avião foi tomada quase inteiramente da citação para a honraria. Robert Patten tinha sido um piloto navegador na Guerra, o único membro do elenco que tivera experiência real como tripulante de bombardeiros.
Sargento McIllhenny (interpretado por Robert Arthur) teve como inspiração um membro do 306º Grupo de Bombardeiros, o sargento Donald Bevan , um artilheiro qualificado que foi recrutado para serviços em terra incluindo o de motorista do comandante do esquadrão. Bevan ganhou publicidade como um artilheiro "clandestino" mas na realidade ele fora convidado para as missões de voo. Como McIllhenny, ele provou ser um "artilheiro nato".
O personagem durão do Major Joe Cobb (interpretado por John Kellogg) foi inspirado no coronel Paul Tibbets que foi companheiro de pilotagem de B-17s do Coronel Armstrong . Ele mais tarde pilotaria o B-29 "Enola Gay" que lançou uma bomba atômica em Hiroshima. Tibbetts fora inicialmente aprovado como consultor técnico do filme mas o trabalho passou para o Coronel John Derussy .

## Produção
De acordo com os arquivos, a Twentieth-Century Fox pagou cem mil dólares pelos direitos do livro e outra igual quantia por obrigações com os clubes do livro. Darryl Zanuck foi aparentemente convencido a pagar esse alto preço ao ter ouvido que William Wyler também se interessara pela história e queria filmá-la para a Paramount. Zanuck fechou o negócio em outubro de 1947, apenas quando acertou o apoio da Força Aérea Norte-Americana na produção .
Veteranos de missões de bombardeiros frequentemente citam Twelve O'Clock High como o único filme de  Hollywood que conseguiu ser realista ao mostrar as experiências vividas nesse tipo de combate . Assim como o filme de 1948 Command Decision, marca o ponto de virada do estilo otimista e de elevação da moral dos filmes de guerra até então para um realismo mais duro e preocupado com o custo das perdas humanas no conflito. Ambos os filmes lidam com as realidades dos ataques aéreos diurnos e sem escoltas, a doutrina da Força Aérea no começo da Segunda Guerra Mundial (anterior a inovação da proteção dos caças como o P-51 Mustang). Como produtores, os autores Lay e Bartlett reutilizaram elementos de Twelve O'Clock High em Toward the Unknown e A Gathering of Eagles, respectivamente.
Paul Mantz, lider dos pilotos dublês de Hollywood, recebeu 4.500 dólares pela realização da cena do B-17 que se acidenta no início do filme   Frank Tallman, sócio de Mantz na Aviação Tallmantz, escreveu em sua autobiografia que foi a primeira vez que um único piloto sem tripulação alçou voo com um B-17 e que ninguém sabia se isso poderia ser feito, antes dessa cena. Martin Caidin descreveu um voo solo de Gregory Boardman em um B-17 no seu capítulo "The Amazing Mr. Boardman" em Everything But the Flak. Art Lacey também voou sozinho com um B-17 em 1947, embora isso não tenha sido escrito oficialmente . A cena do acidente foi utilizada novamente, no filme de 1962, The War Lover .

## Prêmios e indicações
Óscar
- Dean Jagger venceu como Melhor Ator Coadjuvante
- Venceu como melhor mixagem de som
- Indicados Gregory Peck para melhor ator e para melhor filme

Outros
- Gregory Peck recebeu o prêmio de melhor ator do New York Film Critics Circle
- Indicação de melhor filme do National Board of Review
- Em 1998, o filme foi selecionado para ´preservação pelo National Film Registry da Biblioteca do Congresso dos Estados Unidos, pela sua signifância cultural, histórica ou estética [11]
- Lista da AFI dos 100 maiores heróis e vilões:
  - General-Brigadeiro Frank Savage – herói indicado

## Significado do título
O título original, "twelve o'clock high" (em português:  "12 horas em ponto") remete ao costume de associar as posições de ataque inimigas a um relógio imaginário, com as aeronaves no centro. O termo alto ("high") (acima do bombardeiro), "nivelado ("level") (na mesma altitude do bombardeiro) e "abaixo" ("low") (abaixo do bombardeiro) precisavam a localização do inimigo. 12 horas em ponto significava que o atacante se aproximava diretamente acima e à frente. Era a posição preferida dos pilotos de guerra alemães até a introdução de variações nas "fortalezas voadoras" (Boeing B-17) a partir do modelo B-17G. Os inimigos vinham de cima também porque se tornavam alvos mais difíceis para as metralhadoras do B-17.
A esposa de Bartlett, a atriz Ellen Drew, sugeriu o título da história ao ouvir ele e Lay discutindo sobre as táticas de luta dos pilotos alemães .

## Rádio e televisão
- Gregory Peck repetiu o papel do General Savage em Screen Guild Players, programa de rádio transmitido em 7 de setembro de 1950 [3].

- Twelve O'Clock High foi adaptado para ser uma série de TV, com o mesmo título. Estreou pela rede americana ABC em 1964 e permaneceu por três temporadas. Robert Lansing interpretou o General Savage. Ele foi despedido no final da primeira temporada e foi substituído por Paul Burke, que interpretou o Coronel Joseph Anson "Joe" Gallagher, um personagem livremente baseado em Ben Gately do romance.[12] Cenas de combate reais do filme foram reutilizadas na série de TV. A maioria das cenas em solo da série foram filmadas em Chino (Califórnia), num aeroporto que fora usado como campo de treinamento de pilotos militares durante a guerra. Uma réplica da torre de controle vista na base britânica foi construida. O campo de aterrissagem foi usado no período imediato de pós-guerra e apareceu na penúltima cena de The Best Years of Our Lives quando Dana Andrews revive suas experiências de guerra e vai reconstruir sua vida [13].